# Norberto Quirno Costa
Norberto Camilo Quirno Costa (Buenos Aires, 18 de julio de 1844 – id., 2 de marzo de 1915) fue un periodista, abogado, destacado diplomático y vicepresidente de la República Argentina.
Como diplomático fue uno de los signatarios por la parte argentina de los diversos tratados de límites que concretó el estado argentino con los estados vecinos, principalmente el de 1889 con Bolivia en el cual Argentina renunciaba a los reclamos sobre Tarija y el protocolo de límites de 1893 con Chile. Durante el segundo mandato de Julio Argentino Roca ejerció la vicepresidencia de su país.

## Biografía

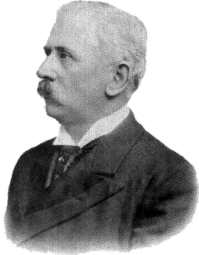
Quirno Costa.

### Primeros años
Quirno Costa nació en Buenos Aires, hijo de Fernanda Costa y Gregorio Quirno. Estudió derecho en la Universidad de Buenos Aires, y se casó con Alcira Albarracín Pacheco, con quien tuvo cuatro hijos.

### Carrera
Ingresó en el servicio público como funcionario en la legación argentina en Brasil en 1868, y fue nombrado al año siguiente como subsecretario (viceministro) de Relaciones Exteriores. Al final de la guerra de la Triple Alianza, representó a la Argentina en el tratado de 1870 que puso fin a las hostilidades con Paraguay  y obtuvo la concesión de lo que hoy es la provincia de Formosa.
Empezó su carrera política formando parte del Partido Nacionalista de Bartolomé Mitre. Formó parte de una comisión sobre la reforma de la Constitución de la Provincia de Buenos Aires en 1871 y fue elegido como Diputado de la Nación Argentina y en 1874 fue candidato a diputado por el mitrismo, siendo derrotado por el fraude perpetuado por los autonomistas en la provincia de Buenos Aires. Fue elegido diputado nacional en 1878 por el Partido Nacionalista de Mitre. A finales de 1879 apoyó la candidatura presidencial de Carlos Tejedor y se unió al Partido Liberal, conformado por los nacionalistas de Mitre y los autonomistas líricos de Tejedor. Fue dejado cesante de su banca como diputado nacional el 24 de junio de 1880 por no asistir a las sesiones durante la Revolución de 1880. 
La actitud de abstención electoral que llevaba el partido desde la revolución de Tejedor y que Mitre decidía continuar llevó a que algunos dirigentes del partido se fueran hacía otros bloques políticos. Esto produjo la segregación de los llamados "liberales evolucionistas" como Quirno Costa, Juan Agustín García y José Antonio Terry, que se incorporarían al grupo juarista del Partido Autonomista Nacional, mientras otro grupo se adhería al movimiento a favor de Dardo Rocha. La elección del candidato de ese partido, Miguel Juárez Celman, a la presidencia en 1886 resultó en su nombramiento como Ministro de Relaciones Exteriores, durante el cual celebró acuerdos regionales de derecho internacional y negoció un tratado con Chile para ayudar a resolver el litigio de la Puna de Atacama. Las reclamaciones argentinas sobre Tarija, Bolivia, fueron abandonadas a cambio de ganar mayor territorio en la región de la Puna de Atacama (apreciada por sus depósitos de cobre).
El 20 de enero de 1888 presentó una nota de protesta dirigida al encargado de negocios británico en Buenos Aires, acerca de la disputa de soberanía de las islas Malvinas. Allí enumeró los derechos argentinos y expresó:

Servíos transmitir al Secretario de Negocios Extranjeros, que la negativa del gobierno de S.M.B. a discutir sus pretendidos derechos a la soberanía de dichas islas, o de someter el litigio a un arbitraje, no compromete absolutamente los títulos del gobierno de la República, el cual mantiene y mantendrá siempre sus derechos a la soberanía de las Malvinas, de los que fue desposeída por la violencia y en plena paz.

Tras un posterior intercambio de notas, la Cancillería argentina propuso ir a un arbitraje. La representación británica no respondió.
Fue nombrado embajador en Chile en 1892. En 1893 firmó el protocolo de límites con Chile modificando el límite en la isla Grande de Tierra del Fuego. Allí intentó, sin éxito, resolver el conflicto por el canal Beagle. El antiguo dirigente del PAN, Julio Argentino Roca, volvió a postularse a la presidencia en 1897 (había sido elegido en 1880) y eligió a Quirno Costa como su candidato a vicepresidente. Presidió la convención constituyente de enero de 1898 (que reformó la Constitución de la Nación Argentina) y fue elegido con Roca en abril de ese mismo año, desempeñándose como Vicepresidente durante la totalidad del segundo mandato de Roca.

### Últimos años
Regresó brevemente al gobierno como ministro del Interior del presidente José Figueroa Alcorta en 1906, pero se retiró poco después. Falleció en 1915 a los 70 años de edad.

## Homenajes
Una pequeña calle del barrio de Recoleta de la ciudad de Buenos Aires lleva su nombre. Previamente por cerca de 20 años la actual avenida Eva Perón llevó el nombre de Quirno Costa.